# Vi er her
|  | Denne artikel er oprettet af botten Steenthbot ud fra en ekstern database. Den kan derfor have sproglige fejl eller mangler. Denne skabelon kan fjernes efter kontrol af indholdet. |

Vi er her er en dansk dokumentarfilm fra 2019 instrueret af Hans Christian Post.

## Handling
Vi følger tre unge scenekunstnere, Anna Malzer, Zaki Youssef og Sargun Oshana, i deres forsøg på at bringe migration og dens eftervirkninger på scenen i dansk teater og sætte nye politiske og kulturelle ansatser i spil i forhold til de ellers fastlåste ’indvandrerdebatter’.

## Medvirkende
- Anna Andrea Malzer
- Sargun Oshana
- Zaki Youssef
- Martin Henriksen
- Poul Madsen
- Moritz Schramm
- Inger Støjberg
- Sabrina Vitting-Seerup